# Mamma Mia! Here We Go Again
Mamma Mia! Here We Go Again je romantická hudební komedie z roku 2018, kterou napsal a režíroval Ol Parker podle scénáře, který s ním vytvořili Richard Curtis a Catherine Johnson. Jedná se o pokračování filmu Mamma Mia! podle stejnojmenného divadelního muzikálu. Hlavní role ztvárnili Lily James, Amanda Seyfriedová, Christine Baranski, Julie Waltersová, Pierce Brosnan, Colin Firth, Stellan Skarsgård, Dominic Cooper, Cher a Meryl Streep.
Jedná se jak o prequel, tak i o sequel k prvnímu filmu. Příběh se odehrává několik let po událostech z prvního filmu, zároveň však obsahuje flashbacky z roku 1979 a vypráví o příjezdu Donny Sheridan na ostrov Kalokairi a jejím prvním setkání s třemi možnými otci své dcery Sophie.
Produkční společnost Universal Pictures dlouhou dobu stála o vznik pokračování kvůli tomu, že film Mamma Mia! byl finančně velmi úspěšný. V květnu 2017 bylo oficiálně oznámeno, že film vznikne a Parker k němu napíše scénář a bude jej režírovat. V červenci 2017 bylo ohlášeno, že si většina herců z prvního filmu zopakuje své role a roli mladé Donny ztvární Lily James. Natáčení probíhalo od srpna do prosince 2017 v Chorvatsku, Bordeaux, Stockholmu, Oxfordu, v londýnské příměstské čtvrti Hampton a ve filmových studiích Shepperton Studios.
Světová premiéra snímku proběhla v londýnském kině Hammersmith Apollo dne 16. července 2018, do kin ve Spojeném království i ve Spojených státech amerických přišel dne 20. července 2018, tedy deset let od premiéry prvního dílu. Film se v kinech promítal jak ve standardní verzi, tak i ve verzi pro IMAX. V Česku měl snímek premiéru v kinech 19. července 2018. Film byl finančně velice úspěšný, vydělal celosvětově 395 milionů amerických dolarů a získal povětšinou pozitivní recenze od kritiků, kteří zejména chválili herecké výkony a hudební čísla.
Film je věnován památce vedoucího výpravy Alana Macdonalda.

## Děj
Ve filmu se prolínají dvě roviny: přítomná (příprava znovuotevření hotelu) a minulá (příběh mladé Donny). Sophie Sheridan připravuje v přítomnosti znovuotevření hotelu na památku své matky Donny, která v předchozím roce zemřela („Thank You for the Music“). Je nešťastná, protože dva z jejích potenciálních otců, Harry a Bill, nemohou na znovuotevření dorazit. Má také problémy ve vztahu se Skyem, který je v New Yorku a místo budování vztahu raději upřednostňuje svou kariéru („One of Us“).
V roce 1979 mladá Donna spolu s Rosie a Tanyou absolvuje na oxfordské New College a chce procestovat celý svět („When I Kissed the Teacher“). V Paříži se setká s Harrym, s nímž sice stráví noc („Waterloo“), ale pak ho ihned opustí a odjíždí do Řecka. Ujede jí loď na Kalokairi, ale potká Billa, který ji nabídne, že ji vezme na svou loď. Během cesty pomohou rybáři Alexiovi, aby se dostal včas na pevninu a zabránil lásce svého života vdát se za jiného muže. Harry tajně sledoval Donnu až do Řecka, ale nestihne ji včas dohnat a tak jen smutně sleduje, jak s Billem odjíždí („Why Did it Have to Be Me?“).
V přítomnosti do hotelu na ostrově přijíždějí Tanya a Rosie a chtějí Sophii pomoct. Zjistí se, že se Rosie a Bill rozešli („Angel Eyes“). Sophie navštíví Sama, který stejně jako ona stále truchlí nad ztrátou Donny. V minulosti mladá Donna přijíždí na ostrov („I Have a Dream“). Kvůli bouři se skryje v jednom z opuštěných domů a objeví vyděšeného koně. Hledá pomoc a do cesty se jí připlete mladý Sam, který jí pomůže koně zachránit. V přítomnosti na ostrově vypukne bouře, která vážně naruší Sophiiny plány na znovuotevření.
V minulosti se do sebe mladá Donna a mladý Sam zamilují a prožívají idylické chvíle („Andante, Andante“). Donna ale jednoho dne v Samově stole objeví fotku ženy a zjistí, že má snoubenku („The Name of the Game“). Zdrcená Donna Sama vyžene a řekne mu, že už ho nechce nikdy vidět („Knowing Me, Knowing You“).
V přítomnosti Sam vypráví Sophii, jak moc pro něj byla její matka důležitá. Harry se rozhodne odjet z obchodní schůzky v Tokiu, aby podpořil Sophii a stejný nápad má ve Stockholmu i Bill. Bill se s Harrym setkává v přístavu, ale oba zjistí, že na ostrov žádná loď nejede. Nicméně se setkají s rybářem Alexiem, který jim jako výraz vděčnosti za pomoc v minulosti nabídne loď, kterou se mohou na ostrov dopravit. Harry a Bill s sebou vezmou nejen spoustu lidí čekajících na loď, ale také Skye, který za Sophií přijel.
V minulosti mladou Donnu na ostrově navštíví Tanya a Rosie, snaží se ji rozveselit a zpívají v místním baru („Mamma Mia“). Donna se znovu setkává s Billem, s nímž později na jeho lodi sblíží. Ve stejné době se Sam vrací na ostrov a chce Donně říct, že se rozešel se svou snoubenkou. Jedna z žen mu ale řekne, že si Donna za něj už našla náhradu, a tak Sam se zlomeným srdcem z ostrova definitivně odjíždí. Donna později zjistí, že je těhotná, ale neví s kým. Sofia, matka majitele baru, kde Donna zpívala, chce Donně pomoct a nabídne jí, že může zůstat v jejím domě. Donna její pomoc s radostí přijímá a o několik měsíců později se jí narodí dcera Sophie.
V přítomnosti hosté přijíždí na oslavu znovuotevření hotelu a Sophie se shledává se svými dvěma otci a se Skyem („Dancing Queen“). Sophie prozradí Skyovi, že je těhotná a že si nikdy nepřipadala tak blízko své matce, protože nyní pochopila, čím vším si musela projít. Bill a Rosie se znovu sblíží. Na oslavu přijíždí i Sophiina babička a Donnina matka Ruby, i když ji Sophie na oslavu nepozvala. Ruby prozradí, že ji Sky v New Yorku vyhledal a prosil jí, aby se se Sophie usmířila. Sophie poté s Tanyou a Rosie zazpívá píseň na uctění Donny („I've Been Waiting For You“). Ruby jí řekne, jak moc je na ni hrdá. Ruby se později setkává se svou dávnou láskou Fernandem, který nyní pracuje jako manažer v Sophiině hotelu („Fernando“). O devět měsíců později se Sophie narodí syn. Na křest dorazí všichni přátelé a Tanya flirtuje s Fernandovým bratrem. Na křtu na všechny dohlíží duch Donny („My Love, My Life“). Na konci se všechny postavy včetně Donny setkávají na oslavě v Sophiině hotelu Bella Donna a oslavují („Super Trouper“).

## Obsazení
| Amanda Seyfriedová  | Sophie Sheridan                                               |
| Lily James          | mladá Donna Sheridan                                          |
| Christine Baranski  | Tanya                                                         |
| Jessica Keenan Wynn | mladá Tanya                                                   |
| Julie Waltersová    | Rosie                                                         |
| Alexa Davies        | mladá Rosie                                                   |
| Pierce Brosnan      | Sam Carmichael                                                |
| Jeremy Irvine       | mladý Sam                                                     |
| Colin Firth         | Harry Bright                                                  |
| Hugh Skinner        | mladý Harry                                                   |
| Stellan Skarsgård   | Bill Anderson                                                 |
| Josh Dylan          | mladý Bill                                                    |
| Dominic Cooper      | Sky                                                           |
| Cher                | Ruby Sheridan                                                 |
| Andy García         | Fernando Cienfuegos                                           |
| Omid Djalili        | řecký celní úředník                                           |
| Panos Mouzourakis   | zpěvák Lazaros                                                |
| Meryl Streep        | Donna Sheridan                                                |
| Maria Vacratsis     | Sofia, Billova prateta                                        |
| Celia Imrie         | prorektorka na univerzitě, kde studovaly Donna, Tanya a Rosie |
| Jonathan Goldsmith  | Don Rafael Cienfuegos, bratr Fernanda                         |
| Björn Ulvaeus       | profesor na univerzitě                                        |
| Benny Andersson     | klavírista v restauraci                                       |

## Filmové písně
Následující písně od skupiny ABBA se objevily jak ve filmu, tak i na soundtracku k filmu:
1. „When I Kissed the Teacher“ – mladá Donna a Dynama
2. „One of Us“ – Sophie a Sky
3. „Waterloo“ – mladý Harry a mladá Donna
4. „Why Did It Have to Be Me?“ – mladý Bill, mladá Donna a mladý Harry
5. „I Have a Dream“ – mladá Donna
6. „Kisses of Fire“ – Lazaros
7. „Andante, Andante“ – mladá Donna
8. „The Name of the Game“ – mladá Donna
9. „Knowing Me, Knowing You“ – mladá Donna a mladý Sam
10. „Mamma Mia“ – mladá Donna a Dynama
11. „Angel Eyes“ – Rosie, Tanya a Sophie
12. „Dancing Queen“ – Sophie, Tanya, Rosie, Sam, Bill a Harry
13. „I’ve Been Waiting for You“ – Sophie, Tanya a Rosie
14. „Fernando“ – Ruby a Fernando
15. „My Love, My Life“ – Donna a Sophie (úvod zpívá také mladá Donna)
16. „Super Trouper“ – Ruby, Donna, Rosie, Tanya, Sophie, Sky, Sam, Bill, Harry, Fernando, mladá Donna, mladá Rosie, mladá Tanya, mladý Bill, mladý Sam a mladý Harry

Písně, které se objevily ve filmu, ale ne na soundtracku:
1. „I Let the Music Speak“ – instrumentální verze hrála během scény v Paříži
2. „Thank You for the Music“ – Sophie
3. „SOS“ – Sam
4. „Hole in Your Soul“ – zaznělo v pozadí během oslavy
5. „Hasta Mañana“ – zaznělo v pozadí během oslavy
6. „Chiquitita (Instrumental)“ – zaznělo během potápění mladé Donny s mladým Billem
7. „Take a Chance on Me“ – zaznělo v potitulkové scéně, zpívá ji řecký celní úředník

Písně, které jsou zahrnuty na soundtracku, ale neobjevily se ve filmu:
1. „I Wonder (Departure)“ – mladá Donna a Dynama
2. „The Day Before You Came“ – Donna

## Vznik filmu
Díky finančnímu úspěchu prvního filmu se vedoucí Universal Pictures David Linde nechal do médií slyšet, že to sice bude chvíli trvat, ale pokračování filmu vznikne. Prohlásil, že by byl velmi potěšen, pokud by s ním chtěli znovu spolupracovat Judy Craymer, Catherine Johnson, Phyllida Lloyd, Benny Andersson a Björn Ulvaeus. Zmínil taktéž, že je z písní ABBY ještě stále co vybírat.
Oficiálně byl vznik filmu ohlášen v květnu 2017, kdy bylo datum premiéry stanoveno na 20. července 2018 se scénářem a v režii Ola Parkera. Benny Andersson v září 2017 potvrdil, že se ve filmu objeví následující tři písně skupiny ABBA: „When I Kissed the Teacher“, „Angeleyes“ a „I Wonder (Departure)“. Poslední jmenovaná byla nakonec z filmu vystřižena, ale objevuje se na soundtracku k filmu.

### Casting
V červnu 2017 bylo oznámeno, že se Amanda Seyfriedová vrátí do role Sophie. Později i Dominic Cooper potvrdil, že se do filmu vrací, stejně jako Meryl Streep, Colin Firth a Pierce Brosnan v rolích Skye, Donny, Harryho a Sama. Christine Baranski prohlásila během rozhovoru v červenci 2017, že se do filmu vrací jako Tanya. Dne 12. července 2017 byla Lily James obsazena do mladé verze hlavní hrdinky Donny. Dne 3. srpna 2017 byli do svých rolí obsazeni Jeremy Irvine a Alexa Davies jako mladý Sam a mladá Rosie, jejíž dospělou verzi hraje Julie Waltersová. O dva týdny později bylo oznámeno, že roli mladé Tanyi si zahraje Jessica Keenan Wynn a své role si zopakují Stellan Skarsgård jako Bill a Julie Waltersová jako Rosie. Dne 16. října 2017 bylo oznámeno, že se k obsazení filmu přidala zpěvačka Cher.

### Natáčení
Hlavní natáčení filmu začalo 12. srpna 2017 v Chorvatsku. V říjnu 2017 se štáb přesunul do Anglie, a to do Shepperton Studios v Anglii, kde natáčel písně a taneční čísla s Cher. Natáčení oficiálně skončilo 2. prosince 2017.

## Možné pokračování filmu
Producentka Judy Craymer se v červnu 2020 nechala slyšet, že by byla ráda, kdyby Mamma Mia! byla filmová trilogie a že třetí pokračování již vzniká. Sdělila rovněž, že pandemie covidu-19 zpozdila přípravy tohoto projektu.